# Château de Bourgon (Mayenne)
Ne doit pas être confondu avec Château de Bourgon (Charente).
Pour les articles homonymes, voir Bourgon (homonymie).
Le château de Bourgon se situe sur la route de Belgeard, commune de Montourtier.

## Histoire et architecture
C'est un château du XVe siècle. En 600 ans, le château n’a été vendu que deux fois. 
En 1406 Jean de Montecler acquit la terre de Bourgon, que ses descendants possédèront jusqu'en 1577. 
Les terres, fiefs et seigneurie de Bourgon relevaient, au XVIIe siècle, du comte de Laval, du duc de Mayenne, du seigneur de la Bechère, des religieux de l'abbaye de Fontaine-Daniel.
Dans un aveu du 20 juillet 1663, rendu par Madeleine de Souvré, veuve du marquis de Sablé, à Henri Ier de La Trémoille, comte de Laval, on lit : « Je tiens et avoue tenir de vous à foy et hommage simple, au regard de « votre comté et seigneurie de Laval, la terre, fief et seigneurie de Bourgon, tant en fiefs qu'en domaines… dont la déclaration s'ensuit. La métairie de la Fromagerie, commune de Montourtier, relevait de l'Abbaye de Fontaine-Daniel.
Il a appartenu aux Montmorency au XVIIe siècle. La salle principale et l’escalier sont du XVe siècle, avec une construction de pierres. Les autres pièces ont été rajoutées plus tardivement (sauf le petit salon qui serait une des parties de l'ancien château), et possèdent de remarquables boiseries du XVIIIe siècle. Le château renferme des pièces très particulières : une bibliothèque garnie des livres de quelques centaines d’années, un chartrier datant de plus de 600 ans où sont conservées les archives du château, la chambre très particulière nommée « le cabinet bleu » de la marquise de Sablé, bru d’Urbain de Montmorency-Laval, une chapelle datant de 1528 et un pont traversant les anciennes douves, aujourd'hui asséchées.
À la mort des petits-fils de la marquise de Sablé, le château passe à sa nièce, Anne de Souvré, marquise de Louvois, et à la mort de cette dernière, en 1715, au petit-fils de cette dernière, Louis-François Anne de Neufville-Villeroy, duc de Villeroy et de Retz.
Certains bâtiments annexes bénéficient d'une inscription au titre des monuments historiques depuis le 29 décembre 1994, alors que le château, le pont dormant et le portail sont classés depuis le 9 août 1996
Il a été racheté en 2004 par M. et Mme Ducatillon, un couple venant de la région du Nord de la France.
La French Heritage Society fit un don en 2009 pour la restauration du château et des travaux importants de toiture sont programmés pour 2010 à 2012, agréés par La Demeure historique.

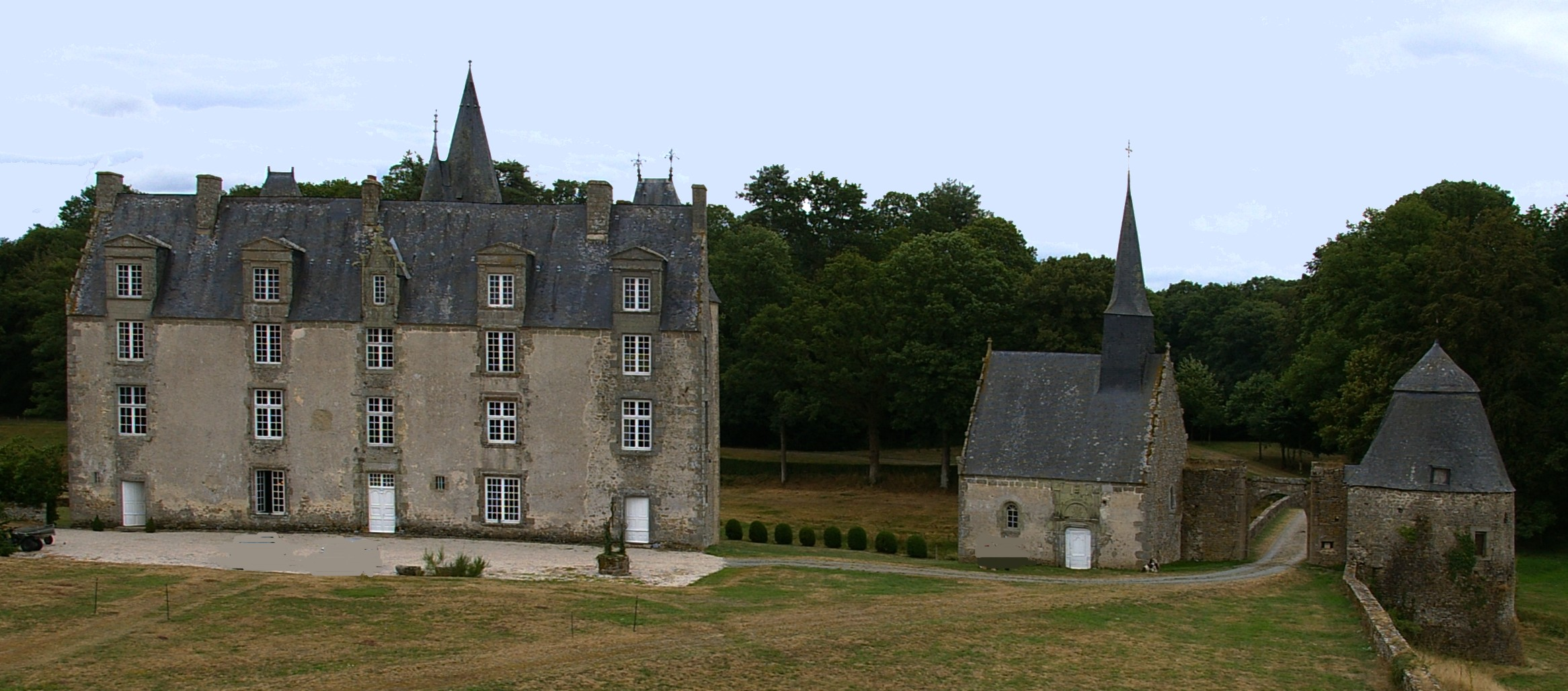
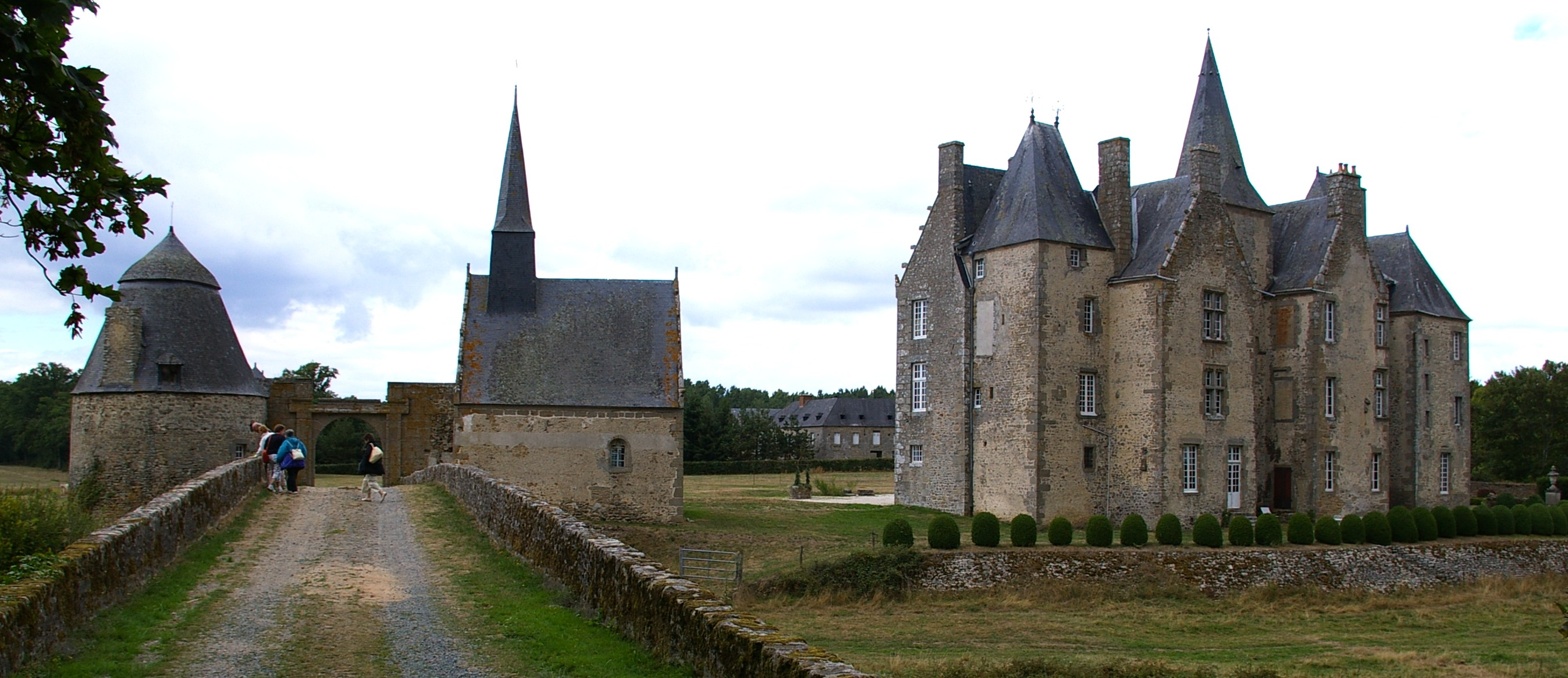

### Sources partielles
- Albert Grosse-Duperon et E. Gouvrion, L'Abbaye de Fontaine-Daniel : Étude historique, et le Cartulaire de Fontaine-Daniel, Mayenne, Poiner-Béalu, 1890, 2 vol. in-8 (lire en ligne).